# Lista över tyska mästare i handboll
Tyska mästare i handboll.
Handball-Bundesliga startades i Västtyskland 1965.

## Västtyskland/Tyskland

### Herrar
- 1947/48 Berliner SV 1892
- 1948/49 RSV Mülheim
- 1949/50 Polizei SV Hamburg
- 1950/51 Polizei SV Hamburg
- 1951/52 Polizei SV Hamburg
- 1952/53 Polizei SV Hamburg
- 1953/54 Frisch Auf! Göppingen
- 1954/55 Frisch Auf! Göppingen
- 1955/56 Berliner SV 1892
- 1956/57 THW Kiel
- 1957/58 Frisch Auf! Göppingen
- 1958/59 Frisch Auf! Göppingen
- 1959/60 Frisch Auf! Göppingen
- 1960/61 Frisch Auf! Göppingen
- 1961/62 THW Kiel
- 1962/63 THW Kiel
- 1963/64 Berliner SV 1892
- 1964/65 Frisch Auf! Göppingen
- 1965/66 VfL Gummersbach
- 1966/67 VfL Gummersbach
- 1967/68 SG Leutershausen
- 1968/69 VfL Gummersbach
- 1969/70 Frisch Auf! Göppingen
- 1970/71 TSV Grün-Weiß Dankersen
- 1971/72 Frisch Auf! Göppingen
- 1972/73 VfL Gummersbach
- 1973/74 VfL Gummersbach
- 1974/75 VfL Gummersbach
- 1975/76 VfL Gummersbach
- 1976/77 TSV Grün-Weiß Dankersen
- 1977/78 TV Großwallstadt
- 1978/79 TV Großwallstadt
- 1979/80 TV Großwallstadt
- 1980/81 TV Großwallstadt
- 1981/82 VfL Gummersbach
- 1982/83 VfL Gummersbach
- 1983/84 TV Großwallstadt
- 1984/85 VfL Gummersbach
- 1985/86 TUSEM Essen
- 1986/87 TUSEM Essen
- 1987/88 VfL Gummersbach
- 1988/89 TUSEM Essen
- 1989/90 TV Großwallstadt
- 1990/91 VfL Gummersbach
- 1991/92 SG Wallau-Massenheim
- 1992/93 SG Wallau-Massenheim
- 1993/94 THW Kiel
- 1994/95 THW Kiel
- 1995/96 THW Kiel
- 1996/97 TBV Lemgo
- 1997/98 THW Kiel
- 1998/99 THW Kiel
- 1999/00 THW Kiel
- 2000/01 SC Magdeburg
- 2001/02 THW Kiel
- 2002/03 TBV Lemgo
- 2003/04 SG Flensburg-Handewitt
- 2004/05 THW Kiel
- 2005/06 THW Kiel
- 2006/07 THW Kiel
- 2007/08 THW Kiel
- 2008/09 THW Kiel
- 2009/10 THW Kiel
- 2010/11 HSV Hamburg
- 2011/12 THW Kiel
- 2012/13 THW Kiel
- 2013/14 THW Kiel
- 2014/15 THW Kiel
- 2015/16 Rhein-Neckar Löwen
- 2016/17 Rhein-Neckar Löwen
- 2017/18 SG Flensburg-Handewitt
- 2018/19 SG Flensburg-Handewitt
- 2019/20 THW Kiel
- 2020/21 THW Kiel
- 2021/22 SC Magdeburg
- 2022/23 THW Kiel
- 2023/24 SC Magdeburg

### Damer
- 1957/58 Eimsbütteler TV, Hamburg
- 1958/59 Eimsbütteler TV, Hamburg
- 1959/60 RSV Mülheim
- 1960/61 RSV Mülheim
- 1961/62 SSC Südwest Berlin
- 1962/63 Eimsbütteler TV, Hamburg
- 1963/64 1. FC Nürnberg
- 1964/65 SV Bayer Leverkusen
- 1965/66 SV Bayer Leverkusen
- 1966/67 Eimsbütteler TV, Hamburg
- 1967/68 SC Union 03 Hamburg
- 1968/69 1. FC Nürnberg
- 1969/70 1. FC Nürnberg
- 1970/71 Kieler SV Holstein
- 1971/72 SC Union 03 Hamburg
- 1972/73 SV Bayer Leverkusen
- 1973/74 SV Bayer Leverkusen
- 1974/75 TuS Eintracht Minden
- 1975/76 TuS Eintracht Minden
- 1976/77 TSV Guts Muths Berlin
- 1977/78 TuS Eintracht Minden
- 1978/79 SV Bayer Leverkusen
- 1979/80 SV Bayer Leverkusen
- 1980/81 PSV Grün-Weiß Frankfurt
- 1981/82 SV Bayer Leverkusen
- 1982/83 SV Bayer Leverkusen
- 1983/84 SV Bayer Leverkusen
- 1984/85 TSV Bayer Leverkusen
- 1985/86 TSV Bayer Leverkusen
- 1986/87 TSV Bayer Leverkusen
- 1987/88 TV Lützellinden
- 1988/89 TV Lützellinden
- 1989/90 TV Lützellinden
- 1990/91 TuS Walle Bremen
- 1991/92 TuS Walle Bremen
- 1992/93 TV Lützellinden
- 1993/94 TuS Walle Bremen
- 1994/95 TuS Walle Bremen
- 1995/96 TuS Walle Bremen
- 1996/97 TV Lützellinden
- 1997/98 HC Leipzig
- 1998/99 HC Leipzig
- 1999/00 TV Lützellinden
- 2000/01 TV Lützellinden
- 2001/02 HC Leipzig
- 2002/03 DJK/MJC Trier
- 2003/04 Frankfurter HC
- 2004/05 1. FC Nürnberg
- 2005/06 HC Leipzig
- 2006/07 1. FC Nürnberg
- 2007/08 1. FC Nürnberg
- 2008/09 HC Leipzig
- 2009/10 HC Leipzig
- 2010/11 Thüringer HC
- 2011/12 Thüringer HC
- 2012/13 Thüringer HC
- 2013/14 Thüringer HC
- 2014/15 Thüringer HC
- 2015/16 Thüringer HC
- 2016/17 SG BBM Bietigheim
- 2017/18 Thüringer HC
- 2018/19 SG BBM Bietigheim
- 2019/20 Ingen mästare utsedd p.g.a. Coronaviruspandemin
- 2020/21 Borussia Dortmund Handball
- 2021/22 SG BBM Bietigheim
- 2022/23 SG BBM Bietigheim

## Östtyskland

### Herrar
- 1949/50 SC Berlin-Weißensee
- 1950/51 Volkspolizei Halle
- 1951/52 Volkspolizei Halle
- 1952/53 BSG Motor Rostock
- 1953/54 BSG Motor Rostock
- 1954/55 BSG Motor Rostock
- 1955/56 SC Empor Rostock
- 1956/57 SC Empor Rostock
- 1957/58 inget mästerskap
- 1958/59 SC DHfK Leipzig
- 1959/60 SC DHfK Leipzig
- 1960/61 SC DHfK Leipzig
- 1961/62 SC DHfK Leipzig
- 1962/63 BSG Lokomotive Magdeburg
- 1963/64 ASK Vorwärts Berlin
- 1964/65 SC DHfK Leipzig
- 1965/66 SC DHfK Leipzig
- 1966/67 SC Dynamo Berlin
- 1967/68 SC Empor Rostock
- 1968/69 SC Dynamo Berlin
- 1969/70 SC Magdeburg
- 1970/71 SC Dynamo Berlin
- 1971/72 SC Leipzig
- 1972/73 SC Dynamo Berlin
- 1973/74 ASK Vorwärts Frankfurt (Oder)
- 1974/75 ASK Vorwärts Frankfurt (Oder)
- 1975/76 SC Leipzig
- 1976/77 SC Magdeburg
- 1977/78 SC Empor Rostock
- 1978/79 SC Leipzig
- 1979/80 SC Magdeburg
- 1980/81 SC Magdeburg
- 1981/82 SC Magdeburg
- 1982/83 SC Magdeburg
- 1983/84 SC Magdeburg
- 1984/85 SC Magdeburg
- 1985/86 SC Empor Rostock
- 1986/87 SC Empor Rostock
- 1987/88 SC Magdeburg
- 1988/89 ASK Vorwärts Frankfurt (Oder)
- 1989/90 1.SC Berlin
- 1990/91 SC Magdeburg

### Damer
- 1950/51 KWU Weimar
- 1951/52 SC Berlin-Weißensee
- 1952/53 Rotation Leipzig-Mitte
- 1953/54 Einheit Weimar
- 1954/55 Fortschritt Weißenfels
- 1955/56 BSG Lokomotive Rangsdorf
- 1956/57 SC Lokomotive Leipzig
- 1957/58 Fortschritt Weißenfels
- 1958/59 Fortschritt Weißenfels
- 1959/60 BSG Chemie Zeitz
- 1960/61 BSG Lokomotive Rangsdorf
- 1961/62 Fortschritt Weißenfels
- 1962/63 Fortschritt Weißenfels
- 1963/64 Fortschritt Weißenfels
- 1964/65 SC Leipzig
- 1965/66 SC Empor Rostock
- 1966/67 SC Empor Rostock
- 1967/68 SC Leipzig
- 1968/69 SC Leipzig
- 1969/70 SC Leipzig
- 1970/71 SC Leipzig
- 1971/72 SC Leipzig
- 1972/73 SC Leipzig
- 1973/74 TSC Berlin
- 1974/75 SC Leipzig
- 1975/76 SC Leipzig
- 1976/77 TSC Berlin
- 1977/78 SC Leipzig
- 1978/79 TSC Berlin
- 1979/80 TSC Berlin
- 1980/81 SC Magdeburg
- 1981/82 ASK Vorwärts Frankfurt (Oder)
- 1982/83 ASK Vorwärts Frankfurt (Oder)
- 1983/84 SC Leipzig
- 1984/85 ASK Vorwärts Frankfurt (Oder)
- 1985/86 ASK Vorwärts Frankfurt (Oder)
- 1986/87 ASK Vorwärts Frankfurt (Oder)
- 1987/88 SC Leipzig
- 1988/89 SC Empor Rostock
- 1989/90 ASK Vorwärts Frankfurt (Oder)
- 1990/91 SC Leipzig